# Древнечелюстные
Древнечелюстные (лат. Archaeognatha) — отряд первичнобескрылых насекомых.
На 2013 год учёными описано 514 видов, включая 8 ископаемых видов.
В ископаемом состоянии известны, начиная с девона.

## Систематика
Ранее считались подотрядом махилоидных (Machiloidea) в отряде щетинохвосток. Современные систематики либо выделяют отряд в монотипический подкласс насекомых Monocondylia, либо включают его в подкласс аптеригот (Apterygota).

### Классификация
В отряд включают 3 семейства, из которых одно вымерло, разделённых на 2 подотряда:
- Подотряд Machilida Grassi, 1888
  - Надсемейство Machiloidea Grassi, 1888 — Махилоидные[2]
    - Семейство Machilidae Grassi, 1888 — Махилисы
    - Семейство Meinertellidae Verhoeff, 1910
- † Подотряд Monura Sharov, 1957 — Однохвостки
  - † Семейство Dasyleptidae Sharov, 1957